# 秋田青年師範学校
| 秋田青年師範学校 （秋田青師） | 秋田青年師範学校 （秋田青師）   |
| ----------------------------- | ------------------------------- |
| 創立                          | 1944年                          |
| 所在地                        | 秋田県四ツ小屋村 （現・秋田市） |
| 初代校長                      | 中島桂蔵                        |
| 廃止                          | 1951年                          |
| 後身校                        | 秋田大学                        |
| 同窓会                        | 旭水会                          |

秋田青年師範学校 （あきたせいねんしはんがっこう）は、1944年（昭和19年）に設立された青年師範学校である。

## 概要
- 1924年（大正13年）設立の秋田県立実業補習学校教員養成所を起源とする。
- 1944年、秋田県立青年学校教員養成所（1936年設立）の国への移管により秋田青年師範学校となった。
- 第二次世界大戦後の学制改革で新制秋田大学学芸学部（現・教育文化学部）の前身の1つとなった。

## 沿革
- 1924年3月12日 - 文部省により秋田縣立實業補習學校敎員養成所設立認可。
- 1924年4月1日 - 南秋田郡旭川村泉（現・秋田市）の秋田縣農業試験場に附設されて開所。
- 1936年3月 - 秋田縣立青年學校敎員養成所と改称（2年制）。
- 1941年7月 - 河辺郡四ツ小屋村小阿地（現・秋田市）の独立校舎に移転。
- 1944年4月1日 - 官立移管され、秋田青年師範學校となる（本科3年制）。
- 1949年5月31日 - 新制秋田大学発足。
  - 秋田師範学校と共に学芸学部の母体として包括された。
  - 秋田青年師範學校校地には学芸学部四ツ小屋農場が設置された。
- 1951年3月31日 - 秋田大学秋田青年師範学校（旧制）、廃止。

## 歴代校長
秋田県立実業補習学校教員養成所長（1924年3月 - 1935年3月)
1. 佐藤昌（1924年3月 - 1925年3月）
2. 足立啓次（1925年4月 - 1933年7月）
3. 山口巖太郎（1933年9月 - 1935年3月）

秋田県立青年学校教員養成所長（1935年4月 - 1944年3月）
1. 山口巖太郎（1935年4月 - 1936年3月）
2. 伊藤久松（1936年4月 - 1938年1月）
3. 稲内清二（1938年1月 - 1940年3月）
4. 高橋昇（1940年4月 - 1941年5月）
5. 小泉松五郎（1941年5月 - 1944年3月）

秋田青年師範学校長（1944年4月 - 1951年3月）
1. 中島桂蔵（1944年4月 - 1945年11月）
2. 瀬戸金治（1945年11月24日[1] - 1949年10月）
3. 野口洪基（1949年11月 - 1951年3月）

## 校地の変遷と継承
前身の秋田県立青年学校教員養成所から引き継いだ、河辺郡四ツ小屋村小阿地（現 秋田市四ツ小屋小阿地・御所野地蔵田）の校地を使用した。四ツ小屋校地は後身の秋田大学学芸学部に引き継がれ、1990年3月まで四ツ小屋農場として使用された。